# شا کانتی
شا کانتی (به لاتین: Sha County) یک شهرستان در جمهوری خلق چین است که در سانمینگ واقع شده‌است.